# Eurhexius incertus
Eurhexius incertus är en skalbaggsart som beskrevs av Park in Park, Wagner och Ivan T. Sanderson 1976. Eurhexius incertus ingår i släktet Eurhexius och familjen kortvingar. Inga underarter finns listade i Catalogue of Life.